# Фріц Гофманн
Фріц Гофманн (нім. Fritz Hofmann; 19 червня 1871, Берлін — 14 червня 1927, Берлін) — німецький гімнаст і легкоатлет, дворазовий чемпіон і дворазовий призер літніх Олімпійських ігор 1896.

## Гімнаст
Гофманн був капітаном німецької збірної з гімнастики. 9 квітня в командних вправах на брусах і перекладині він став дворазовим олімпійським чемпіоном. Пізніше, 10 квітня, він ще взяв участь у змаганнях з лазіння по канату де, вилізши на висоту 12,5 м, посів третє місце.

## Легкоатлет
Гофманн також брав участь в декількох легкоатлетичних дисциплінах — в бігу на 100 м, 400 м, потрійному стрибку, стрибку у висоту і штовханні ядра.
Змагання з бігу на 100-метровій дистанції він розпочав з проходження кваліфікації, 6 квітня, де в своїй групі поступився місцем лише майбутньому чемпіонові, американцю Томасу Берку. У фінальній гонці, 10 квітня, Берк знову був швидший від Гофманна на 0.2 секунди. Гофманн з результатом 12.2 секунди посів друге місце.
В той самий день він взяв участь у змаганнях зі стрибків у висоту, де, стрибнувши на 1,55 м, посів останнє, п'яте місце.
Крім цього, 6 квітня Гофманн змагався у потрійному стрибку, де поділив 6-те місце з греком Христосом Цумісом.
Наступного дня, 7 квітня, він взяв участь у змаганнях з бігу на 400 м, де посів 4 місце, зовсім небагато поступившись британцю Чарльзу Гмеліну, а у штовханні ядра поділив п'яте місце зі своїм співвітчизником Карлом Шуманом і американцем Еллері Кларком.

## Рекорди
1. 100 метрів — 11,1 с (1893)
2. 400 метрів — 52,3 с (1893)
3. Стрибки у висоту — 1,75 м (1892)